# الكسندر هاريس
الكسندر هاريس (بالإنجليزية: Alexander Harris)‏ هو سياسي نيوزلندي، ولد في 1878، وتوفي في 1952. انتخب عضو مجلس النواب النيوزيلندي.